# Bo Lindwall (konsthistoriker)
Bo Gustaf Theodor Lindwall, född 1 juni 1915 i Stockholm, död 13 september 1993 i Munsö församling, Stockholms län, var en svensk konsthistoriker och museiman.

## Biografi
Lindwall var kommissarie vid Skånska konstmuseet i Lund 1941–1945 och avlade filosofie licentiatexamen vid Lunds universitet 1945. Han var sedan amanuens vid Riksförbundet för bildande konst 1947–1950, varefter han började arbeta vid Nationalmuseum i Stockholm där han var intendent 1954–1958 och museilektor 1959-1963. Åren 1963–70 var sekreterare i Statens konstråd. År 1970 tillträdde Lindwall som överintendent vid Prins Eugens Waldemarsudde och arbetade där till 1980.
Lindwall verkade också som konstkritiker, lärare och konstvetenskaplig författare. Han hade som sådan uppdrag som konstanmälare i Aftontidningen 1947–55 och Svenska Dagbladet 1955–56.
Han var son till Gustaf Lindwall och Hedvig af Ekenstam samt dotterson till Theodor af Ekenstam. Han var vidare svärson till Gunnar W. Lundberg och Olga Appellöf.